# Primeira Liga 2017-18
La temporada 2017-18 de la Primeira Liga fue la 84.ª temporada de la Primeira Liga, la liga de fútbol de primer nivel en Portugal. Comenzó en 2017, y concluyó el 13 de mayo de 2018. El torneo es organizado por la Liga Portuguesa de Fútbol Profesional (LPFP), una división de la Federación Portuguesa de Fútbol (FPF). El Benfica es el vigente campeón y el Portimonense y el Aves los equipos ascendidos

## Relevo
| Pos. | Descendidos de 1.ª División |
| ---- | --------------------------- |
| 17.º | Arouca                      |
| 18.º | Nacional                    |

| Pos. | Ascendidos de 2.ª División |
| ---- | -------------------------- |
| 1.º  | Portimonense               |
| 2.°  | Desportivo Aves            |

## Datos
| Equipo               | Ciudad               | Estadio                    | Capacidad | Entrenador         | Marca       | Patrocinador            |
| -------------------- | -------------------- | -------------------------- | --------- | ------------------ | ----------- | ----------------------- |
| C.F. Os Belenenses   | Lisboa               | Restelo                    | 32.500    | Domingos Paciência | Lacatoni    | Kia Motors              |
| S. L. Benfica        | Lisboa               | da Luz                     | 65.647    | Rui Vitória        | Adidas      | Emirates                |
| Boavista F.C.        | Oporto               | Bessa                      | 30.000    | Miguel Leal        | Lacatoni    | Mestre da Cor           |
| S.C. Braga           | Braga                | Municipal de Braga         | 30.154    | Abel Ferreira      | Lacatoni    | Invest in Braga         |
| G.D. Chaves          | Chaves               | Municipal de Chaves        | 12.000    | Luís Castro        | Lacatoni    | Chaves - Capital Termal |
| C.D. Aves            | Vila das Aves        | Desportivo das Aves        | 9.000     | Ricardo Soares     | Macron      | MEO                     |
| G.D. Estoril         | Estoril              | António Coimbra da Mota    | 5.015     | Pedro Emanuel      | Nike        | Banco BIC               |
| C.D. Feirense        | Santa Maria da Feira | Marcolino de Castro        | 4,667     | Nuno Manta         | Legea       | Mestre da Cor           |
| C.S. Marítimo        | Funchal              | Barreiros                  | 9.177     | Daniel Ramos       | Nike        | Santander Totta         |
| Moreirense F.C.      | Moreira de Cónegos   | Joaquim de Almeida Freitas | 6.100     | Manuel Machado     | CDT         |                         |
| F.C. Paços Ferreira  | Paços de Ferreira    | Capital do Móvel           | 5.255     | Vasco Seabra       | Lacatoni    | Fixpaços                |
| Portimonense S.C.    | Portimão             | Municipal de Portimão      | 9.544     | Vítor Oliveira     | Mizuno      | McDonald's Portimão     |
| F.C. Porto           | Oporto               | do Dragão                  | 52.002    | Sergio Conceição   | New Balance | MEO                     |
| Rio Ave F.C.         | Vila do Conde        | Rio Ave                    | 12.820    | Miguel Cardoso     | Adidas      | MEO                     |
| Sporting de Portugal | Lisboa               | José Alvalade              | 52.466    | Jorge Jesús        | Macron      | MEO                     |
| C.D. Tondela         | Tondela              | João Cardoso               | 7.500     | Pepa               | CDT         | Laboratórios BASI       |
| Vitória Guimarães    | Guimarães            | Afonso Henriques           | 30.146    | Pedro Martins      | Macron      |                         |
| Vitória de Setúbal   | Setúbal              | Bonfim                     | 18.694    | José Couceiro      | Hummel      | Kia Motors              |

## Clasificación
Actualizado el 21 de mayo de 2018.
|                        | Pos. | Equipo                | PJ | PG | PE | PP | GF | GC | Dif. | Pts. |
| ---------------------- | ---- | --------------------- | -- | -- | -- | -- | -- | -- | ---- | ---- |
|                        | 1.   | Porto (C)             | 34 | 28 | 4  | 2  | 82 | 18 | +64  | 88   |
|                        | 2.   | Benfica               | 34 | 25 | 6  | 3  | 80 | 22 | +58  | 81   |
|                        | 3.   | Sporting Portugal     | 34 | 24 | 6  | 4  | 63 | 24 | +39  | 78   |
|                        | 4.   | Sporting de Braga     | 34 | 24 | 3  | 7  | 74 | 29 | +45  | 75   |
|                        | 5.   | Río Ave               | 34 | 15 | 6  | 13 | 40 | 42 | -2   | 51   |
|                        | 6.   | Chaves                | 34 | 13 | 8  | 13 | 47 | 55 | -8   | 47   |
|                        | 7.   | Marítimo              | 34 | 13 | 8  | 13 | 36 | 49 | -13  | 47   |
|                        | 8.   | Boavista              | 34 | 13 | 6  | 15 | 35 | 44 | -9   | 45   |
|                        | 9.   | Vitória Guimarães     | 34 | 13 | 4  | 17 | 45 | 56 | -11  | 43   |
|                        | 10.  | Portimonense          | 34 | 10 | 8  | 16 | 52 | 60 | -8   | 38   |
|                        | 11.  | Tondela               | 34 | 10 | 8  | 16 | 41 | 50 | -9   | 38   |
|                        | 12.  | Belenenses            | 34 | 9  | 10 | 15 | 33 | 46 | -13  | 37   |
|                        | 13.  | Desportivo Aves       | 34 | 9  | 7  | 18 | 36 | 51 | -15  | 34   |
|                        | 14.  | Moreirense            | 34 | 8  | 8  | 18 | 29 | 50 | -21  | 32   |
|                        | 15.  | Vitória de Setúbal    | 34 | 7  | 11 | 16 | 39 | 62 | -23  | 32   |
|                        | 16.  | Feirense              | 34 | 9  | 4  | 21 | 32 | 48 | -16  | 31   |
| En puestos de descenso | 17.  | Paços de Ferreira (D) | 34 | 7  | 9  | 18 | 33 | 59 | -26  | 30   |
| En puestos de descenso | 18.  | Estoril (D)           | 34 | 8  | 6  | 20 | 29 | 61 | -32  | 30   |

|  | Clasificado para la Fase de grupos de la Liga de Campeones de la UEFA 2018-19. |
|  | Clasificado para la Tercera ronda previa de la UEFA Champions League 2018-19.  |
|  | Clasificado para la Fase de grupos de la Liga Europa de la UEFA 2018-19.       |
|  | Clasificado para la Tercera ronda previa de la UEFA Europa League 2018-19.     |
|  | Clasificado para la Segunda ronda previa de la UEFA Europa League 2018-19.     |
|  | Descenso a la Segunda Liga.                                                    |

### Evolución de la clasificación

#### Primera vuelta
| Equipo / Fecha       | 1  | 2  | 3  | 4  | 5  | 6  | 7  | 8  | 9  | 10 | 11 | 12 | 13 | 14 | 15 | 16 | 17 |
| -------------------- | -- | -- | -- | -- | -- | -- | -- | -- | -- | -- | -- | -- | -- | -- | -- | -- | -- |
| Porto                | 1  | 1  | 2  | 2  | 1  | 1  | 1  | 1  | 1  | 1  | 1  | 1  | 1  | 1  | 1  | 1  | 1  |
| Sporting de Portugal | 3  | 3  | 3  | 1  | 2  | 2  | 2  | 2  | 2  | 2  | 2  | 2  | 2  | 2  | 2  | 2  | 2  |
| Benfica              | 2  | 2  | 1  | 3  | 3  | 4  | 3  | 3  | 3  | 3  | 3  | 3  | 3  | 3  | 3  | 3  | 3  |
| Sporting Braga       | 16 | 9  | 5  | 7  | 9  | 6  | 5  | 5  | 4  | 4  | 4  | 4  | 4  | 4  | 4  | 4  | 4  |
| Río Ave              | 7  | 4  | 4  | 4  | 5  | 5  | 6  | 6  | 6  | 7  | 6  | 6  | 6  | 6  | 6  | 5  | 5  |
| Marítimo             | 6  | 7  | 6  | 5  | 4  | 3  | 4  | 4  | 5  | 5  | 5  | 5  | 5  | 5  | 5  | 6  | 6  |
| Chaves               | 12 | 18 | 14 | 17 | 18 | 17 | 11 | 11 | 15 | 15 | 14 | 11 | 11 | 8  | 9  | 8  | 7  |
| Vitória Guimarães    | 4  | 10 | 11 | 11 | 7  | 9  | 8  | 9  | 10 | 8  | 8  | 7  | 7  | 7  | 7  | 7  | 8  |
| Boavista             | 13 | 17 | 18 | 13 | 16 | 12 | 12 | 8  | 7  | 9  | 9  | 8  | 8  | 9  | 8  | 9  | 9  |
| Tondela              | 10 | 14 | 16 | 9  | 11 | 15 | 17 | 15 | 12 | 14 | 10 | 12 | 13 | 12 | 12 | 10 | 10 |
| Belenenses           | 14 | 6  | 10 | 10 | 14 | 8  | 7  | 7  | 8  | 6  | 7  | 9  | 10 | 10 | 10 | 11 | 11 |
| Portimonense         | 5  | 5  | 9  | 14 | 17 | 13 | 14 | 14 | 14 | 11 | 11 | 10 | 9  | 11 | 11 | 12 | 12 |
| Feirense             | 8  | 11 | 8  | 6  | 6  | 7  | 9  | 12 | 9  | 12 | 13 | 14 | 15 | 15 | 13 | 13 | 13 |
| Aves                 | 17 | 16 | 17 | 18 | 13 | 18 | 18 | 16 | 16 | 16 | 16 | 15 | 12 | 13 | 14 | 15 | 14 |
| Moreirense           | 9  | 12 | 13 | 16 | 12 | 16 | 16 | 17 | 17 | 17 | 17 | 17 | 17 | 17 | 16 | 14 | 15 |
| Paços de Ferreira    | 15 | 13 | 15 | 15 | 15 | 11 | 13 | 10 | 13 | 10 | 12 | 13 | 14 | 14 | 15 | 16 | 16 |
| Vitória Setúbal      | 11 | 15 | 12 | 12 | 8  | 10 | 10 | 13 | 11 | 13 | 15 | 16 | 16 | 16 | 18 | 18 | 17 |
| Estoril              | 18 | 8  | 7  | 8  | 10 | 14 | 15 | 18 | 18 | 18 | 18 | 18 | 18 | 18 | 17 | 17 | 18 |

#### Segunda vuelta
| Equipo / Fecha       | 18 | 19 | 20 | 21 | 22 | 23 | 24 | 25 | 26 | 27 | 28 | 29 | 30 | 31 | 32 | 33 | 34 |
| -------------------- | -- | -- | -- | -- | -- | -- | -- | -- | -- | -- | -- | -- | -- | -- | -- | -- | -- |
| Porto                | 2  | 1  | 2  | 1  | 1  | 1  | 1  | 1  | 1  | 1  | 2  | 2  | 1  | 1  | 1  | 1  | 1  |
| Benfica              | 3  | 3  | 3  | 2  | 2  | 2  | 2  | 2  | 2  | 2  | 1  | 1  | 2  | 2  | 2  | 2  | 2  |
| Sporting de Portugal | 1  | 2  | 1  | 3  | 3  | 3  | 3  | 3  | 3  | 3  | 3  | 3  | 3  | 3  | 3  | 3  | 3  |
| Sporting Braga       | 4  | 4  | 4  | 4  | 4  | 4  | 4  | 4  | 4  | 4  | 4  | 4  | 4  | 4  | 4  | 4  | 4  |
| Río Ave              | 5  | 5  | 5  | 5  | 5  | 5  | 5  | 5  | 5  | 5  | 5  | 5  | 5  | 5  | 5  | 5  | 5  |
| Chaves               | 7  | 7  | 8  | 6  | 7  | 6  | 6  | 6  | 6  | 8  | 8  | 8  | 8  | 7  | 8  | 6  | 6  |
| Marítimo             | 6  | 6  | 6  | 8  | 9  | 8  | 8  | 8  | 8  | 6  | 6  | 6  | 6  | 6  | 6  | 7  | 7  |
| Boavista             | 8  | 9  | 7  | 9  | 6  | 7  | 7  | 7  | 7  | 7  | 7  | 7  | 7  | 8  | 7  | 9  | 8  |
| Vitória Guimarães    | 9  | 8  | 9  | 7  | 8  | 9  | 9  | 9  | 10 | 9  | 10 | 9  | 9  | 9  | 9  | 8  | 9  |
| Portimonense         | 12 | 13 | 11 | 10 | 11 | 10 | 10 | 12 | 9  | 10 | 9  | 10 | 10 | 11 | 11 | 12 | 10 |
| Tondela              | 10 | 10 | 10 | 11 | 10 | 11 | 12 | 10 | 11 | 11 | 12 | 12 | 12 | 10 | 10 | 10 | 11 |
| Belenenses           | 11 | 12 | 12 | 12 | 13 | 12 | 11 | 11 | 12 | 12 | 11 | 11 | 11 | 12 | 12 | 11 | 12 |
| Desportivo Aves      | 16 | 16 | 18 | 18 | 15 | 13 | 13 | 13 | 13 | 13 | 15 | 16 | 15 | 16 | 14 | 13 | 13 |
| Moreirense           | 14 | 15 | 15 | 15 | 17 | 18 | 18 | 16 | 17 | 14 | 16 | 14 | 14 | 13 | 13 | 14 | 14 |
| Vitória Setúbal      | 17 | 17 | 16 | 16 | 18 | 14 | 15 | 14 | 14 | 15 | 13 | 13 | 13 | 14 | 16 | 17 | 15 |
| Feirense             | 13 | 11 | 14 | 14 | 16 | 17 | 17 | 15 | 16 | 17 | 17 | 17 | 18 | 17 | 15 | 15 | 16 |
| Paços de Ferreira    | 15 | 14 | 13 | 13 | 12 | 15 | 14 | 17 | 15 | 16 | 14 | 15 | 16 | 15 | 17 | 16 | 17 |
| Estoril              | 18 | 18 | 17 | 17 | 14 | 16 | 16 | 18 | 18 | 18 | 18 | 18 | 17 | 18 | 18 | 18 | 18 |

## Resultados
- Los horarios corresponden al huso horario de Portugal (Hora central europea): UTC 0 en horario estándar y UTC +1 en horario de verano

### Primera vuelta
| Desportivo Aves      | 0 - 2 | Sporting Portugal | do Clube Desportivo das Aves | 6 de agosto | 18:00 |
| Vitória Setúbal      | 1 - 1 | Moreirense        | do Bonfim                    | 6 de agosto | 20:15 |
| Portimonense         | 2 - 1 | Boavista          | Municipal de Portimão        | 7 de agosto | 17:00 |
| Feirense             | 1 - 1 | Tondela           | Marcolino de Castro          | 7 de agosto | 19:00 |
| Río Ave              | 1 - 0 | Belenenses        | do Rio Ave FC                | 7 de agosto | 21:00 |
| Marítimo             | 1 - 0 | Paços de Ferreira | dos Barreiros                | 8 de agosto | 16:00 |
| Porto                | 4 - 0 | Estoril           | do Dragão                    | 9 de agosto | 19:00 |
| Benfica              | 3 - 1 | Sporting de Braga | da Luz                       | 9 de agosto | 21:00 |
| Vitória de Guimarães | 3 - 2 | Chaves            | D. Afonso Henriques          | 9 de agosto | 21:00 |

| Sporting Portugal | 1 - 0 | Vitória Setúbal      | José Alvalade              | 11 de agosto | 20:30 |
| Moreirense        | 0 - 0 | Feirense             | Joaquim de Almeida Freitas | 12 de agosto | 16:00 |
| Belenenses        | 1 - 0 | Marítimo             | do Restelo                 | 12 de agosto | 18:15 |
| Boavista          | 1 - 2 | Río Ave              | do Bessa                   | 12 de agosto | 20:30 |
| Paços Ferreira    | 2 - 2 | Desportivo Aves      | Capital do Móvel           | 13 de agosto | 16:00 |
| Sporting de Braga | 2 - 1 | Portimonense         | Municipal de Braga         | 13 de agosto | 18:00 |
| Tondela           | 0 - 1 | Porto                | João Cardoso               | 13 de agosto | 20:15 |
| Estoril           | 3 - 0 | Vitória de Guimarães | António Coimbra da Mota    | 14 de agosto | 19:00 |
| Chaves            | 0 - 1 | Benfica              | Municipal de Chaves        | 14 de agosto | 21:00 |

| Río Ave              | 2 - 0 | Portimonense      | do Rio Ave FC                | 18 de agosto | 20:30 |
| Tondela              | 2 - 3 | Estoril           | João Cardoso                 | 19 de agosto | 16:00 |
| Vitória de Guimarães | 0 - 5 | Sporting Portugal | D. Afonso Henriques          | 19 de agosto | 18:15 |
| Benfica              | 5 - 0 | Belenenses        | da Luz                       | 19 de agosto | 20:30 |
| Vitória Setúbal      | 1 - 1 | Chaves            | do Bonfim                    | 20 de agosto | 16:00 |
| Porto                | 3 - 0 | Moreirense        | do Dragão                    | 20 de agosto | 18:00 |
| Desportivo Aves      | 0 - 2 | Sporting de Braga | do Clube Desportivo das Aves | 20 de agosto | 20:00 |
| Marítimo             | 1 - 0 | Boavista          | dos Barreiros                | 20 de agosto | 20:15 |
| Feirense             | 2 - 1 | Paços Ferreira    | Marcolino de Castro          | 21 de agosto | 20:00 |

| Belenenses        | 1 - 1 | Vitória Setúbal      | do Restelo                 | 25 de agosto | 20:30 |
| Paços Ferreira    | 0 - 0 | Vitória de Guimarães | Capital do Móvel           | 26 de agosto | 16:00 |
| Moreirense        | 0 - 3 | Tondela              | Joaquim de Almeida Freitas | 26 de agosto | 16:00 |
| Chaves            | 0 - 2 | Feirense             | Municipal de Chaves        | 26 de agosto | 18:15 |
| Río Ave           | 1 - 1 | Benfica              | do Rio Ave FC              | 26 de agosto | 20:30 |
| Boavista          | 1 - 0 | Desportivo Aves      | do Bessa                   | 27 de agosto | 16:00 |
| Sporting Portugal | 2 - 1 | Estoril              | José Alvalade              | 27 de agosto | 18:00 |
| Sporting de Braga | 0 - 1 | Porto                | Municipal de Braga         | 27 de agosto | 20:15 |
| Portimonense      | 1 - 2 | Marítimo             | Municipal de Portimão      | 28 de agosto | 20:00 |

| Feirense             | 2 - 3 | Sporting Portugal | Marcolino de Castro          | 8 de septiembre  | 19:00 |
| Benfica              | 2 - 1 | Portimonense      | da Luz                       | 8 de septiembre  | 21:00 |
| Tondela              | 2 - 2 | Paços Ferreira    | João Cardoso                 | 9 de septiembre  | 16:00 |
| Marítimo             | 1 - 0 | Río Ave           | dos Barreiros                | 9 de septiembre  | 18:15 |
| Porto                | 3 - 0 | Chaves            | do Dragão                    | 9 de septiembre  | 20:30 |
| Vitória Setúbal      | 2 - 0 | Sporting de Braga | do Bonfim                    | 10 de septiembre | 16:00 |
| Vitória de Guimarães | 1 - 0 | Boavista          | D. Afonso Henriques          | 10 de septiembre | 18:00 |
| Estoril              | 0 - 2 | Moreirense        | António Coimbra da Mota      | 10 de septiembre | 20:15 |
| Desportivo Aves      | 2 - 1 | Belenenses        | do Clube Desportivo das Aves | 11 de septiembre | 20:00 |

| Paços Ferreira    | 1 - 0 | Vitória Setúbal      | Capital do Móvel      | 15 de septiembre | 20:30 |
| Marítimo          | 2 - 1 | Desportivo Aves      | dos Barreiros         | 16 de septiembre | 16:00 |
| Boavista          | 2 - 1 | Benfica              | do Bessa              | 16 de septiembre | 18:15 |
| Sporting Portugal | 2 - 0 | Tondela              | José Alvalade         | 16 de septiembre | 20:30 |
| Belenenses        | 2 - 1 | Estoril              | do Restelo            | 17 de septiembre | 16:00 |
| Río Ave           | 1 - 2 | Porto                | do Rio Ave FC         | 17 de septiembre | 18:00 |
| Sporting de Braga | 2 - 1 | Vitória de Guimarães | Municipal de Braga    | 17 de septiembre | 20:15 |
| Portimonense      | 2 - 1 | Feirense             | Municipal de Portimão | 18 de septiembre | 19:00 |
| Chaves            | 3 - 0 | Moreirense           | Municipal de Chaves   | 18 de septiembre | 21:00 |

| Porto                | 5 - 2 | Portimonense      | do Dragão                    | 22 de septiembre | 20:30 |
| Estoril              | 0 - 2 | Chaves            | António Coimbra da Mota      | 23 de septiembre | 16:00 |
| Moreirense           | 1 - 1 | Sporting Portugal | Joaquim de Almeida Freitas   | 23 de septiembre | 18:15 |
| Benfica              | 2 - 0 | Paços Ferreira    | da Luz                       | 23 de septiembre | 20:30 |
| Vitória de Guimarães | 2 - 1 | Marítimo          | D. Afonso Henriques          | 24 de septiembre | 16:00 |
| Feirense             | 1 - 4 | Belenenses        | Marcolino de Castro          | 24 de septiembre | 16:00 |
| Tondela              | 1 - 2 | Sporting de Braga | João Cardoso                 | 24 de septiembre | 18:00 |
| Desportivo Aves      | 0 - 0 | Río Ave           | do Clube Desportivo das Aves | 24 de septiembre | 20:15 |
| Vitória Setúbal      | 1 - 1 | Boavista          | do Bonfim                    | 25 de septiembre | 20:00 |

| Chaves            | 1 - 1 | Tondela              | Municipal de Chaves   | 29 de septiembre | 20:30 |
| Paços Ferreira    | 3 - 2 | Moreirense           | Capital do Móvel      | 30 de septiembre | 16:00 |
| Portimonense      | 2 - 2 | Desportivo Aves      | Municipal de Portimão | 30 de septiembre | 16:00 |
| Boavista          | 1 - 0 | Feirense             | do Bessa              | 30 de septiembre | 18:15 |
| Río Ave           | 2 - 1 | Vitória Setúbal      | do Rio Ave FC         | 30 de septiembre | 20:30 |
| Sporting de Braga | 6 - 0 | Estoril              | Municipal de Braga    | 1 de octubre     | 17:15 |
| Sporting Portugal | 0 - 0 | Porto                | José Alvalade         | 1 de octubre     | 19:15 |
| Belenenses        | 1 - 0 | Vitória de Guimarães | do Restelo            | 1 de octubre     | 21:30 |
| Marítimo          | 1 - 1 | Benfica              | dos Barreiros         | 1 de octubre     | 21:30 |

| Estoril              | 0 - 3 | Boavista          | António Coimbra da Mota      | 20 de octubre | 20:30 |
| Feirense             | 1 - 0 | Río Ave           | Marcolino de Castro          | 21 de octubre | 16:00 |
| Vitória Setúbal      | 3 - 1 | Marítimo          | do Bonfim                    | 21 de octubre | 18:15 |
| Porto                | 6 - 1 | Paços Ferreira    | do Dragão                    | 21 de octubre | 20:30 |
| Tondela              | 2 - 0 | Belenenses        | João Cardoso                 | 22 de octubre | 16:00 |
| Desportivo Aves      | 1 - 3 | Benfica           | do Clube Desportivo das Aves | 22 de octubre | 18:00 |
| Sporting Portugal    | 5 - 1 | Chaves            | José Alvalade                | 22 de octubre | 20:15 |
| Moreirense           | 0 - 1 | Sporting de Braga | Joaquim de Almeida Freitas   | 23 de octubre | 19:00 |
| Vitória de Guimarães | 3 - 3 | Portimonense      | D. Afonso Henriques          | 23 de octubre | 21:00 |

| Benfica           | 1 - 0 | Feirense             | da Luz                       | 27 de octubre | 19:00 |
| Río Ave           | 0 - 1 | Sporting Portugal    | do Rio Ave FC                | 27 de octubre | 21:00 |
| Marítimo          | 2 - 0 | Tondela              | dos Barreiros                | 28 de octubre | 16:00 |
| Belenenses        | 3 - 0 | Moreirense           | do Restelo                   | 28 de octubre | 18:15 |
| Boavista          | 0 - 3 | Porto                | do Bessa                     | 28 de octubre | 20:30 |
| Sporting de Braga | 1 - 0 | Chaves               | Municipal de Braga           | 29 de octubre | 16:00 |
| Paços Ferreira    | 1 - 0 | Estoril              | Capital do Móvel             | 29 de octubre | 18:00 |
| Desportivo Aves   | 1 - 3 | Vitória de Guimarães | do Clube Desportivo das Aves | 29 de octubre | 20:15 |
| Portimonense      | 5 - 2 | Vitória Setúbal      | Municipal de Portimão        | 30 de octubre | 20:00 |

| Vitória Setúbal      | 0 - 1 | Desportivo Aves   | do Bonfim                  | 3 de noviembre | 20:30 |
| Moreirense           | 1 - 1 | Portimonense      | Joaquim de Almeida Freitas | 4 de noviembre | 16:00 |
| Tondela              | 3 - 2 | Boavista          | João Cardoso               | 4 de noviembre | 16:00 |
| Estoril              | 0 - 2 | Río Ave           | António Coimbra da Mota    | 4 de noviembre | 18:15 |
| Porto                | 2 - 0 | Belenenses        | do Dragão                  | 4 de noviembre | 20:30 |
| Chaves               | 4 - 2 | Paços Ferreira    | Municipal de Chaves        | 5 de noviembre | 16:00 |
| Feirense             | 0 - 1 | Marítimo          | Marcolino de Castro        | 5 de noviembre | 16:00 |
| Vitória de Guimarães | 1 - 3 | Benfica           | D. Afonso Henriques        | 5 de noviembre | 18:00 |
| Sporting Portugal    | 2 - 2 | Sporting de Braga | José Alvalade              | 5 de noviembre | 20:15 |

| Belenenses        | 0 - 1 | Chaves               | do Restelo                   | 24 de noviembre | 20:30 |
| Portimonense      | 2 - 0 | Tondela              | Municipal de Portimão        | 25 de noviembre | 16:00 |
| Boavista          | 1 - 0 | Moreirense           | do Bessa                     | 25 de noviembre | 18:15 |
| Desportivo Aves   | 1 - 1 | Porto                | do Clube Desportivo das Aves | 25 de noviembre | 20:30 |
| Marítimo          | 0 - 0 | Estoril              | dos Barreiros                | 26 de noviembre | 16:00 |
| Paços Ferreira    | 1 - 2 | Sporting Portugal    | Capital do Móvel             | 26 de noviembre | 18:00 |
| Benfica           | 6 - 0 | Vitória Setúbal      | da Luz                       | 26 de noviembre | 20:15 |
| Sporting de Braga | 3 - 1 | Feirense             | Municipal de Braga           | 27 de noviembre | 19:00 |
| Río Ave           | 0 - 1 | Vitória de Guimarães | do Rio Ave FC                | 27 de noviembre | 21:00 |

| Sporting Portugal | 1 - 0 | Belenenses           | José Alvalade              | 1 de diciembre | 18:15 |
| Porto             | 0 - 0 | Benfica              | do Dragão                  | 1 de diciembre | 20:30 |
| Moreirense        | 1 - 1 | Marítimo             | Joaquim de Almeida Freitas | 2 de diciembre | 16:00 |
| Tondela           | 1 - 3 | Río Ave              | João Cardoso               | 2 de diciembre | 18:15 |
| Chaves            | 0 - 0 | Boavista             | Municipal de Chaves        | 2 de diciembre | 20:30 |
| Feirense          | 0 - 1 | Desportivo Aves      | Marcolino de Castro        | 3 de diciembre | 16:00 |
| Sporting de Braga | 3 - 0 | Paços Ferreira       | Municipal de Braga         | 3 de diciembre | 18:00 |
| Vitória Setúbal   | 1 - 2 | Vitória de Guimarães | do Bonfim                  | 3 de diciembre | 20:15 |
| Estoril           | 0 - 0 | Portimonense         | António Coimbra da Mota    | 4 de diciembre | 20:00 |

| Río Ave              | 2 - 1 | Moreirense        | do Rio Ave FC                | 8 de diciembre  | 20:30 |
| Desportivo Aves      | 0 - 1 | Tondela           | do Clube Desportivo das Aves | 9 de diciembre  | 16:00 |
| Benfica              | 3 - 1 | Estoril           | da Luz                       | 9 de diciembre  | 18:15 |
| Boavista             | 1 - 3 | Sporting Portugal | do Bessa                     | 9 de diciembre  | 20:30 |
| Portimonense         | 0 - 1 | Chaves            | Municipal de Portimão        | 10 de diciembre | 16:00 |
| Belenenses           | 1 - 1 | Paços Ferreira    | do Restelo                   | 10 de diciembre | 18:00 |
| Vitória Setúbal      | 0 - 5 | Porto             | do Bonfim                    | 10 de diciembre | 20:15 |
| Vitória de Guimarães | 1 - 0 | Feirense          | D. Afonso Henriques          | 11 de diciembre | 19:00 |
| Marítimo             | 1 - 0 | Sporting de Braga | dos Barreiros                | 11 de diciembre | 21:00 |

| Paços Ferreira    | 1 - 2 | Boavista             | Capital do Móvel           | 15 de diciembre | 20:30 |
| Feirense          | 1 - 0 | Vitória Setúbal      | Marcolino de Castro        | 16 de diciembre | 16:00 |
| Estoril           | 3 - 2 | Desportivo Aves      | António Coimbra da Mota    | 16 de diciembre | 18:30 |
| Sporting de Braga | 4 - 0 | Belenenses           | Municipal de Braga         | 16 de diciembre | 20:30 |
| Chaves            | 1 - 1 | Río Ave              | Municipal de Chaves        | 17 de diciembre | 16:00 |
| Sporting Portugal | 2 - 0 | Portimonense         | José Alvalade              | 17 de diciembre | 18:00 |
| Tondela           | 1 - 5 | Benfica              | João Cardoso               | 17 de diciembre | 20:15 |
| Moreirense        | 2 - 1 | Vitória de Guimarães | Joaquim de Almeida Freitas | 18 de diciembre | 19:00 |
| Porto             | 3 - 1 | Marítimo             | do Dragão                  | 18 de diciembre | 21:00 |

| Vitória de Guimarães | 0 - 1 | Tondela           | D. Afonso Henriques          | 23 de diciembre | 18:15 |
| Desportivo Aves      | 1 - 2 | Moreirense        | do Clube Desportivo das Aves | 3 de enero      | 18:15 |
| Boavista             | 1 - 3 | Sporting de Braga | do Bessa                     | 3 de enero      | 18:15 |
| Marítimo             | 1 - 2 | Chaves            | dos Barreiros                | 3 de enero      | 18:15 |
| Feirense             | 1 - 2 | Porto             | Marcolino de Castro          | 3 de enero      | 20:15 |
| Río Ave              | 4 - 2 | Paços Ferreira    | do Rio Ave FC                | 3 de enero      | 20:15 |
| Benfica              | 1 - 1 | Sporting Portugal | da Luz                       | 3 de enero      | 21:30 |
| Vitória Setúbal      | 2 - 2 | Estoril           | do Bonfim                    | 4 de enero      | 18:15 |
| Portimonense         | 0 - 0 | Belenenses        | Municipal de Portimão        | 4 de enero      | 20:15 |

| Sporting de Braga | 2 - 1 | Río Ave              | Municipal de Braga         | 6 de enero | 20:30 |
| Chaves            | 1 - 1 | Desportivo Aves      | Municipal de Chaves        | 7 de enero | 11:45 |
| Moreirense        | 0 - 2 | Benfica              | Joaquim de Almeida Freitas | 7 de enero | 16:00 |
| Sporting Portugal | 5 - 0 | Marítimo             | José Alvalade              | 7 de enero | 18:00 |
| Porto             | 4 - 2 | Vitória de Guimarães | do Dragão                  | 7 de enero | 20:15 |
| Paços Ferreira    | 1 - 1 | Portimonense         | Capital do Móvel           | 8 de enero | 19:00 |
| Estoril           | 0 - 2 | Feirense             | António Coimbra da Mota    | 8 de enero | 21:00 |
| Tondela           | 1 - 1 | Vitória Setúbal      | João Cardoso               | 9 de enero | 19:00 |
| Belenenses        | 1 - 1 | Boavista             | do Restelo                 | 9 de enero | 21:00 |

### Segunda vuelta
| Chaves            | 4 - 3 | Vitória de Guimarães | Municipal de Chaves        | 12 de enero   | 20:30 |
| Paços Ferreira    | 0 - 0 | Marítimo             | Capital do Móvel           | 13 de enero   | 18:15 |
| Sporting de Braga | 1 - 3 | Benfica              | Municipal de Braga         | 13 de enero   | 20:30 |
| Tondela           | 3 - 1 | Feirense             | João Cardoso               | 14 de enero   | 16:00 |
| Boavista          | 2 - 0 | Portimonense         | do Bessa                   | 14 de enero   | 16:00 |
| Belenenses        | 1 - 2 | Río Ave              | do Restelo                 | 14 de enero   | 18:00 |
| Sporting Portugal | 3 - 0 | Desportivo Aves      | José Alvalade              | 14 de enero   | 20:15 |
| Moreirense        | 2 - 2 | Vitória Setúbal      | Joaquim de Almeida Freitas | 15 de enero   | 19:00 |
| Estoril           | 1 - 3 | Porto                | António Coimbra da Mota    | 21 de febrero | 18:00 |

| Vitória Setúbal      | 1 - 1 | Sporting Portugal | do Bonfim             | 19 de enero | 19:00 |
| Porto                | 1 - 0 | Tondela           | do Dragão             | 19 de enero | 21:00 |
| Marítimo             | 0 - 0 | Belenenses        | dos Barreiros         | 20 de enero | 16:00 |
| Benfica              | 3 - 0 | Chaves            | da Luz                | 20 de enero | 18:15 |
| Portimonense         | 1 - 2 | Sporting de Braga | Municipal de Portimão | 20 de enero | 20:30 |
| Desportivo Aves      | 0 - 2 | Paços Ferreira    | do Rio Ave FC         | 21 de enero | 16:00 |
| Feirense             | 1 - 0 | Moreirense        | Marcolino de Castro   | 21 de enero | 16:00 |
| Río Ave              | 2 - 0 | Boavista          | do Rio Ave FC         | 21 de enero | 18:00 |
| Vitória de Guimarães | 3 - 1 | Estoril           | D. Afonso Henriques   | 21 de enero | 20:15 |

| Paços Ferreira    | 2 - 1 | Feirense             | Capital do Móvel           | 29 de enero | 19:00 |
| Portimonense      | 4 - 1 | Río Ave              | Municipal de Portimão      | 29 de enero | 19:00 |
| Belenenses        | 1 - 1 | Benfica              | do Restelo                 | 29 de enero | 21:00 |
| Sporting de Braga | 2 - 0 | Desportivo Aves      | Municipal de Braga         | 30 de enero | 19:00 |
| Estoril           | 3 - 0 | Tondela              | António Coimbra da Mota    | 30 de enero | 19:00 |
| Boavista          | 2 - 1 | Marítimo             | do Bessa                   | 31 de enero | 19:00 |
| Chaves            | 2 - 2 | Vitória Setúbal      | Municipal de Chaves        | 31 de enero | 19:00 |
| Sporting Portugal | 1 - 0 | Vitória de Guimarães | José Alvalade              | 31 de enero | 21:00 |
| Moreirense        | 0 - 0 | Porto                | Joaquim de Almeida Freitas | 31 de enero | 21:00 |

| Benfica              | 5 - 1 | Río Ave           | da Luz                  | 3 de febrero | 18:15 |
| Porto                | 3 - 1 | Sporting de Braga | do Dragão               | 3 de febrero | 20:30 |
| Feirense             | 1 - 2 | Chaves            | Marcolino de Castro     | 4 de febrero | 16:00 |
| Tondela              | 1 - 2 | Moreirense        | João Cardoso            | 4 de febrero | 16:00 |
| Estoril              | 2 - 0 | Sporting Portugal | António Coimbra da Mota | 4 de febrero | 18:00 |
| Vitória de Guimarães | 3 - 2 | Paços Ferreira    | D. Afonso Henriques     | 4 de febrero | 20:15 |
| Marítimo             | 0 - 3 | Portimonense      | dos Barreiros           | 5 de febrero | 19:00 |
| Vitória Setúbal      | 3 - 0 | Belenenses        | do Bonfim               | 5 de febrero | 21:00 |
| Desportivo Aves      | 3 - 0 | Boavista          | do Rio Ave FC           | 6 de febrero | 20:00 |

| Paços Ferreira    | 0 - 2 | Tondela              | Capital do Móvel           | 9 de febrero  | 20:30 |
| Río Ave           | 3 - 0 | Marítimo             | do Rio Ave FC              | 10 de febrero | 16:00 |
| Sporting de Braga | 3 - 1 | Vitória Setúbal      | Municipal de Braga         | 10 de febrero | 18:15 |
| Portimonense      | 1 - 3 | Benfica              | Municipal de Portimão      | 10 de febrero | 20:30 |
| Belenenses        | 2 - 5 | Desportivo Aves      | do Restelo                 | 11 de febrero | 16:00 |
| Chaves            | 0 - 4 | Porto                | Municipal de Chaves        | 11 de febrero | 16:00 |
| Sporting Portugal | 2 - 0 | Feirense             | José Alvalade              | 11 de febrero | 18:00 |
| Boavista          | 1 - 0 | Vitória de Guimarães | do Bessa                   | 11 de febrero | 20:15 |
| Moreirense        | 1 - 2 | Estoril              | Joaquim de Almeida Freitas | 12 de febrero | 20:00 |

| Feirense             | 1 - 3 | Portimonense      | Marcolino de Castro        | 16 de febrero | 20:30 |
| Desportivo Aves      | 0 - 0 | Marítimo          | do Rio Ave FC              | 17 de febrero | 16:00 |
| Benfica              | 4 - 0 | Boavista          | da Luz                     | 17 de febrero | 18:15 |
| Estoril              | 0 - 2 | Belenenses        | António Coimbra da Mota    | 17 de febrero | 20:30 |
| Moreirense           | 0 - 1 | Chaves            | Joaquim de Almeida Freitas | 18 de febrero | 16:00 |
| Vitória Setúbal      | 1 - 0 | Paços Ferreira    | do Bonfim                  | 18 de febrero | 16:00 |
| Porto                | 5 - 0 | Río Ave           | do Dragão                  | 18 de febrero | 18:00 |
| Vitória de Guimarães | 0 - 5 | Sporting de Braga | D. Afonso Henriques        | 18 de febrero | 20:15 |
| Tondela              | 1 - 2 | Sporting Portugal | João Cardoso               | 19 de febrero | 20:00 |

| Río Ave           | 0 - 0 | Desportivo Aves      | do Rio Ave FC         | 23 de febrero | 20:30 |
| Belenenses        | 1 - 0 | Feirense             | do Restelo            | 24 de febrero | 16:00 |
| Marítimo          | 3 - 2 | Vitória de Guimarães | dos Barreiros         | 24 de febrero | 18:15 |
| Paços Ferreira    | 1 - 3 | Benfica              | Capital do Móvel      | 24 de febrero | 20:30 |
| Chaves            | 2 - 0 | Estoril              | Municipal de Chaves   | 25 de febrero | 16:00 |
| Boavista          | 4 - 0 | Vitória Setúbal      | do Bessa              | 25 de febrero | 18:00 |
| Portimonense      | 1 - 5 | Porto                | Municipal de Portimão | 25 de febrero | 20:15 |
| Sporting de Braga | 1 - 0 | Tondela              | Municipal de Braga    | 26 de febrero | 19:00 |
| Sporting Portugal | 1 - 0 | Moreirense           | José Alvalade         | 26 de febrero | 21:00 |

| Porto                | 2 - 1 | Sporting Portugal | do Dragão                  | 2 de marzo | 20:30 |
| Feirense             | 3 - 0 | Boavista          | Marcolino de Castro        | 3 de marzo | 16:00 |
| Benfica              | 5 - 0 | Marítimo          | da Luz                     | 3 de marzo | 18:15 |
| Estoril              | 0 - 6 | Sporting de Braga | António Coimbra da Mota    | 3 de marzo | 20:30 |
| Tondela              | 2 - 0 | Chaves            | João Cardoso               | 4 de marzo | 11:15 |
| Moreirense           | 2 - 0 | Paços Ferreira    | Joaquim de Almeida Freitas | 4 de marzo | 16:00 |
| Vitória Setúbal      | 1 - 0 | Río Ave           | do Bonfim                  | 4 de marzo | 18:00 |
| Vitória de Guimarães | 0 - 0 | Belenenses        | D. Afonso Henriques        | 4 de marzo | 20:15 |
| Desportivo Aves      | 3 - 0 | Portimonense      | do Rio Ave FC              | 5 de marzo | 20:00 |

| Sporting de Braga | 3 - 0 | Moreirense           | Municipal de Braga    | 9 de marzo  | 20:30 |
| Río Ave           | 2 - 1 | Feirense             | do Rio Ave FC         | 10 de marzo | 16:00 |
| Benfica           | 2 - 0 | Desportivo Aves      | da Luz                | 10 de marzo | 18:15 |
| Boavista          | 1 - 0 | Estoril              | do Bessa              | 10 de marzo | 20:30 |
| Portimonense      | 2 - 1 | Vitória de Guimarães | Municipal de Portimão | 11 de marzo | 11:45 |
| Marítimo          | 4 - 2 | Vitória Setúbal      | dos Barreiros         | 11 de marzo | 16:00 |
| Belenenses        | 0 - 0 | Tondela              | do Restelo            | 11 de marzo | 18:00 |
| Paços Ferreira    | 1 - 0 | Porto                | Capital do Móvel      | 11 de marzo | 20:15 |
| Chaves            | 1 - 2 | Sporting Portugal    | Municipal de Chaves   | 12 de marzo | 19:00 |

| Vitória Setúbal      | 1 - 1 | Portimonense      | do Bonfim                  | 16 de marzo | 20:30 |
| Tondela              | 1 - 2 | Marítimo          | João Cardoso               | 17 de marzo | 16:00 |
| Estoril              | 1 - 1 | Paços Ferreira    | António Coimbra da Mota    | 17 de marzo | 16:00 |
| Feirense             | 0 - 2 | Benfica           | Marcolino de Castro        | 17 de marzo | 18:15 |
| Porto                | 2 - 0 | Boavista          | do Dragão                  | 17 de marzo | 20:30 |
| Vitória de Guimarães | 2 - 1 | Desportivo Aves   | D. Afonso Henriques        | 18 de marzo | 16:00 |
| Moreirense           | 2 - 1 | Belenenses        | Joaquim de Almeida Freitas | 18 de marzo | 16:00 |
| Chaves               | 1 - 4 | Sporting de Braga | Municipal de Chaves        | 18 de marzo | 18:00 |
| Sporting Portugal    | 2 - 0 | Río Ave           | José Alvalade              | 18 de marzo | 20:15 |

| Desportivo Aves   | 1 - 4 | Vitória Setúbal      | do Rio Ave FC         | 29 de marzo | 20:00 |
| Marítimo          | 4 - 1 | Feirense             | dos Barreiros         | 30 de marzo | 16:00 |
| Río Ave           | 2 - 0 | Estoril              | do Rio Ave FC         | 30 de marzo | 18:15 |
| Boavista          | 1 - 1 | Tondela              | do Bessa              | 30 de marzo | 20:30 |
| Paços Ferreira    | 2 - 0 | Chaves               | Capital do Móvel      | 31 de marzo | 16:00 |
| Portimonense      | 4 - 3 | Moreirense           | Municipal de Portimão | 31 de marzo | 16:00 |
| Benfica           | 2 - 0 | Vitória de Guimarães | da Luz                | 31 de marzo | 18:15 |
| Sporting de Braga | 1 - 0 | Sporting Portugal    | Municipal de Braga    | 31 de marzo | 20:30 |
| Belenenses        | 2 - 0 | Porto                | do Restelo            | 2 de abril  | 20:00 |

| Vitória de Guimarães | 3 - 0 | Río Ave           | D. Afonso Henriques        | 6 de abril | 20:30 |
| Tondela              | 2 - 2 | Portimonense      | João Cardoso               | 7 de abril | 16:00 |
| Estoril              | 1 - 1 | Marítimo          | António Coimbra da Mota    | 7 de abril | 16:00 |
| Feirense             | 2 - 2 | Sporting de Braga | Marcolino de Castro        | 7 de abril | 18:15 |
| Vitória Setúbal      | 1 - 2 | Benfica           | do Bonfim                  | 7 de abril | 20:30 |
| Chaves               | 1 - 1 | Belenenses        | Municipal de Chaves        | 8 de abril | 16:00 |
| Porto                | 2 - 0 | Desportivo Aves   | do Dragão                  | 8 de abril | 18:00 |
| Sporting Portugal    | 2 - 0 | Paços Ferreira    | José Alvalade              | 8 de abril | 20:15 |
| Moreirense           | 1 - 0 | Boavista          | Joaquim de Almeida Freitas | 9 de abril | 20:00 |

| Paços Ferreira       | 1 - 5 | Sporting de Braga | Capital do Móvel      | 13 de abril | 20:30 |
| Portimonense         | 0 - 1 | Estoril           | Municipal de Portimão | 14 de abril | 16:00 |
| Desportivo Aves      | 1 - 0 | Feirense          | do Rio Ave FC         | 14 de abril | 16:00 |
| Boavista             | 3 - 3 | Chaves            | do Bessa              | 14 de abril | 18:15 |
| Vitória de Guimarães | 1 - 1 | Vitória Setúbal   | D. Afonso Henriques   | 14 de abril | 20:30 |
| Marítimo             | 1 - 1 | Moreirense        | dos Barreiros         | 15 de abril | 16:00 |
| Benfica              | 0 - 1 | Porto             | da Luz                | 15 de abril | 18:00 |
| Belenenses           | 3 - 4 | Sporting Portugal | do Restelo            | 15 de abril | 20:15 |
| Río Ave              | 1 - 1 | Tondela           | do Rio Ave FC         | 16 de abril | 20:00 |

| Sporting de Braga | 2 - 0 | Marítimo             | Municipal de Braga         | 20 de abril | 20:30 |
| Paços Ferreira    | 1 - 1 | Belenenses           | Capital do Móvel           | 21 de abril | 16:00 |
| Feirense          | 2 - 1 | Vitória de Guimarães | Marcolino de Castro        | 21 de abril | 18:15 |
| Estoril           | 1 - 2 | Benfica              | António Coimbra da Mota    | 21 de abril | 20:30 |
| Tondela           | 3 - 0 | Desportivo Aves      | João Cardoso               | 22 de abril | 16:00 |
| Chaves            | 2 - 1 | Portimonense         | Municipal de Chaves        | 22 de abril | 16:00 |
| Moreirense        | 2 - 1 | Río Ave              | Joaquim de Almeida Freitas | 22 de abril | 18:00 |
| Sporting Portugal | 1 - 0 | Boavista             | José Alvalade              | 22 de abril | 20:15 |
| Porto             | 5 - 1 | Vitória Setúbal      | do Dragão                  | 23 de abril | 20:00 |

| Vitória de Guimarães | 1 - 0 | Moreirense        | D. Afonso Henriques   | 27 de abril | 20:30 |
| Vitória Setúbal      | 0 - 2 | Feirense          | do Bonfim             | 28 de abril | 16:00 |
| Benfica              | 2 - 3 | Tondela           | da Luz                | 28 de abril | 18:15 |
| Portimonense         | 1 - 2 | Sporting Portugal | Municipal de Portimão | 28 de abril | 20:30 |
| Río Ave              | 2 - 1 | Chaves            | do Rio Ave FC         | 29 de abril | 16:00 |
| Boavista             | 1 - 0 | Paços Ferreira    | do Bessa              | 29 de abril | 16:00 |
| Marítimo             | 0 - 1 | Porto             | dos Barreiros         | 29 de abril | 18:00 |
| Belenenses           | 0 - 1 | Sporting de Braga | do Restelo            | 29 de abril | 20:15 |
| Desportivo Aves      | 1 - 0 | Estoril           | do Rio Ave FC         | 30 de abril | 20:00 |

| Sporting de Braga | 1 - 1 | Boavista             | Municipal de Braga         | 4 de mayo | 20:30 |
| Belenenses        | 3 - 2 | Portimonense         | do Restelo                 | 5 de mayo | 16:00 |
| Tondela           | 1 - 4 | Vitória de Guimarães | João Cardoso               | 5 de mayo | 18:15 |
| Sporting Portugal | 0 - 0 | Benfica              | José Alvalade              | 5 de mayo | 20:30 |
| Moreirense        | 0 - 3 | Desportivo Aves      | Joaquim de Almeida Freitas | 6 de mayo | 16:00 |
| Estoril           | 2 - 1 | Vitória Setúbal      | António Coimbra da Mota    | 6 de mayo | 16:00 |
| Chaves            | 4 - 1 | Marítimo             | Municipal de Chaves        | 6 de mayo | 18:00 |
| Porto (C)         | 2 - 1 | Feirense             | do Dragão                  | 6 de mayo | 20:15 |
| Paços Ferreira    | 0 - 0 | Río Ave              | Capital do Móvel           | 7 de mayo | 20:00 |

| Desportivo Aves      | 2 - 3 | Chaves            | do Rio Ave FC         | 11 de mayo | 20:30 |
| Vitória de Guimarães | 0 - 1 | Porto             | D. Afonso Henriques   | 12 de mayo | 16:00 |
| Boavista             | 1 - 0 | Belenenses        | do Bessa              | 12 de mayo | 20:00 |
| Río Ave              | 1 - 0 | Sporting de Braga | do Rio Ave FC         | 13 de mayo | 18:00 |
| Feirense             | 0 - 0 | Estoril           | Marcolino de Castro   | 13 de mayo | 18:00 |
| Portimonense         | 3 - 1 | Paços Ferreira    | Municipal de Portimão | 13 de mayo | 18:00 |
| Benfica              | 1 - 0 | Moreirense        | da Luz                | 13 de mayo | 18:00 |
| Marítimo             | 2 - 1 | Sporting Portugal | dos Barreiros         | 13 de mayo | 18:00 |
| Vitória Setúbal      | 1 - 0 | Tondela           | do Bonfim             | 13 de mayo | 18:00 |

## Estadísticas

### Máximos goleadores
| Pos.             | Jugador           | Equipo               | Goles |
| ---------------- | ----------------- | -------------------- | ----- |
| 1                | Jonas             | S.L. Benfica         | 34    |
| 2                | Bas Dost          | Sporting Portugal    | 27    |
| 3                | Moussa Marega     | Porto                | 22    |
| 4                | Vincent Aboubakar | Porto                | 15    |
| 5                | Raphinha          | Vitória de Guimarães | 15    |
| Fuente: Liga NOS |                   |                      |       |

#### Tripletas, pókers o manos
Aquí se encuentra la lista de tripletas o hat-tricks, póker de goles y manos (en general, tres o más goles anotados por un jugador en un mismo encuentro) convertidos en la temporada.
| Nombre            | Club              | Goles                           | Rival           | Resultado | Fecha                   |
| ----------------- | ----------------- | ------------------------------- | --------------- | --------- | ----------------------- |
| Jonas             | S. L. Benfica     | 2' · 89' · 93'                  | Belenenses      | 5 - 0     | 19 de agosto de 2017    |
| Vincent Aboubakar | Porto             | 18' · 21' · 77'                 | Moreirense      | 3 - 0     | 20 de agosto de 2017    |
| Bas Dost          | Sporting Portugal | 6' · 15' · 75'                  | Chaves          | 5 - 1     | 22 de octubre de 2017   |
| Vincent Aboubakar | Porto             | 32' · 45+4' · 45+4' · 68'       | Vitória Setúbal | 5 - 0     | 10 de diciembre de 2017 |
| Bas Dost          | Sporting Portugal | 20' · 72' · 78'                 | Marítimo        | 5 - 0     | 7 de enero de 2018      |
| Bas Dost          | Sporting Portugal | 31' · 52' · 45+4' · 90'         | Desportivo Aves | 3 - 0     | 14 de enero de 2018     |
| Fabrício          | Portimonense      | 2' · 15' · 90' · 90'            | Río Ave         | 4 - 1     | 29 de enero de 2018     |
| Paolo Hurtado     | Vitória Guimarães | 58' · 70' · 77'                 | Marítimo        | 3 - 2     | 24 de febrero de 2018   |
| Jonas             | S. L. Benfica     | 16' · 35' · 42' · 42'           | Marítimo        | 5 - 0     | 3 de marzo de 2018      |
| Edinho            | Vitória Setúbal   | 58' · 70' · 77' · 85' · 85'     | Desportivo Aves | 4 - 1     | 29 de marzo de 2018     |
| Jorge Costa Pires | Portimonense      | 56' · 89' · 89' · 90+3' · 90+3' | Moreirense      | 4 - 3     | 31 de marzo de 2018     |

### Tabla de asistencia
| Pos.             | Equipo               | Total   | Promedio |
| ---------------- | -------------------- | ------- | -------- |
| 1                | Benfica              | 904.553 | 53.209   |
| 2                | Sporting Portugal    | 741.599 | 43.623   |
| 3                | Porto                | 725.461 | 42.674   |
| 4                | Vitória de Guimarães | 272.255 | 16.015   |
| 5                | Sporting de Braga    | 198.998 | 11.706   |
| 6                | Marítimo             | 120.216 | 7.072    |
| 7                | Boavista             | 95.585  | 5.623    |
| 8                | Vitória Setúbal      | 69.890  | 4.111    |
| 9                | Feirense             | 66.412  | 3.907    |
| 10               | Río Ave              | 66.116  | 3.889    |
| 11               | Chaves               | 61.658  | 3.627    |
| 12               | Paços Ferreira       | 59.612  | 3.507    |
| 13               | Belenenses           | 56.851  | 3.344    |
| 14               | Portimonense         | 53.693  | 3.158    |
| 15               | Desportivo Aves      | 44.803  | 2.635    |
| 16               | Tondela              | 40.344  | 2.373    |
| 17               | Estoril              | 38.673  | 2.275    |
| 18               | Moreirense           | 38.494  | 2.264    |
| Fuente: Liga NOS |                      |         |          |

## Premios

### Galardones mensuales
La Liga Portuguesa de Fútbol Profesional entrega unos premios mensuales a los mejores jugadores y entrenadores del mes. Además, se premia a los mejores jugadores por su posición en el campo de juego, al mejor jugador joven y al mejor gol.
| Mes               | Jugador del mes | Jugador del mes   | Gol del mes     | Gol del mes       | Gol del mes          | Gol del mes              |
| Mes               | Nombre          | Club              | Nombre          | Club              | Rival                | Fecha                    |
| ----------------- | --------------- | ----------------- | --------------- | ----------------- | -------------------- | ------------------------ |
| Agosto            | Bruno Fernandes | Sporting Portugal | Bruno Fernandes | Sporting Portugal | Vitória de Guimarães | 19 de agosto de 2017     |
| Septiembre        | Bruno Fernandes | Sporting Portugal | Bruno Fernandes | Sporting Portugal | Tondela              | 16 de septiembre de 2017 |
| Octubre/Noviembre | Jonas           | S. L. Benfica     | Rodrigo Pinho   | Marítimo          | Tondela              | 28 de octubre de 2017    |
| Diciembre         | Jonas           | S. L. Benfica     | Dráusio         | Marítimo          | Moreirense           | 2 de diciembre de 2017   |
| Enero             | Jonas           | S. L. Benfica     | Yacine Brahimi  | Porto             | Vitória de Guimarães | 7 de enero de 2018       |
| Febrero           | Jonas           | S. L. Benfica     | Franco Cervi    | S. L. Benfica     | Portimonense         | 10 de febrero de 2018    |
| Marzo             | Jonas           | S. L. Benfica     | André Pereira   | Vitória Setúbal   | Portimonense         | 6 de marzo de 2018       |
| Abril             | Bruno Fernandes | Sporting Portugal | Héctor Herrera  | Porto             | S. L. Benfica        | 15 de abril de 2018      |

| Mes               | Portero del mes | Portero del mes   | Defensor del mes | Defensor del mes  | Mediocampista del mes | Mediocampista del mes | Delantero del mes | Delantero del mes | Técnico del mes  | Técnico del mes |
| Mes               | Nombre          | Club              | Nombre           | Club              | Nombre                | Club                  | Nombre            | Club              | Nombre           | Club            |
| ----------------- | --------------- | ----------------- | ---------------- | ----------------- | --------------------- | --------------------- | ----------------- | ----------------- | ---------------- | --------------- |
| Agosto            | Iker Casillas   | Porto             | Alex Telles      | Porto             | Bruno Fernandes       | Sporting Portugal     | Vincent Aboubakar | Porto             | Miguel Cardoso   | Rio Ave         |
| Septiembre        | Charles         | Marítimo          | Bebeto           | Marítimo          | Danilo Pereira        | Porto                 | Moussa Marega     | Porto             | Daniel Ramos     | Marítimo        |
| Octubre/Noviembre | Rui Patrício    | Sporting Portugal | Sebastián Coates | Sporting Portugal | Dener                 | Portimonense          | Shōya Nakajima    | Portimonense      | Vítor Oliveira   | Portimonense    |
| Diciembre         | José Sá         | Porto             | Jérémy Mathieu   | Sporting Portugal | Danilo Pereira        | Porto                 | Moussa Marega     | Porto             | Sérgio Conceição | Porto           |
| Enero             | Rui Patrício    | Sporting Portugal | Alex Telles      | Porto             | Fabrício              | Portimonense          | Jonas             | S. L. Benfica     | Rui Vitória      | S. L. Benfica   |
| Febrero           | Matheus         | Sporting Braga    | Alex Telles      | Porto             | Nikola Vukčević       | Sporting Braga        | Jonas             | S. L. Benfica     | Sérgio Conceição | Porto           |
| Marzo             | Bruno Varela    | S. L. Benfica     | Rúben Dias       | S. L. Benfica     | André Horta           | Sporting Braga        | Jonas             | S. L. Benfica     | Abel Moreira     | Sporting Braga  |
| Abril             | Iker Casillas   | Porto             | Alex Telles      | Porto             | Héctor Herrera        | Porto                 | Miguel Cardoso    | Tondela           | Sérgio Conceição | Porto           |

### Jugador joven del mes
| Mes               | Nombre            | Club              | Porcentaje de los votos |
| ----------------- | ----------------- | ----------------- | ----------------------- |
| Agosto            | Bruno Fernandes   | Sporting Portugal | 22.51%                  |
| Septiembre        | Bruno Fernandes   | Sporting Portugal | 18.78%                  |
| Octubre/Noviembre | Bruno Fernandes   | Sporting Portugal | 14.94%                  |
| Diciembre         | Bruno Varela      | S. L. Benfica     | 14%                     |
| Enero             | Gonçalo Paciência | Vitória Setúbal   | 19.01%                  |
| Febrero           | Bruno Fernandes   | Sporting Portugal | 17.30%                  |
| Marzo             | André Pereira     | Vitória Setúbal   | 24.09%                  |
| Abril             | Bruno Fernandes   | Sporting Portugal | 16.87%                  |